# Brochymena quadripustulata
Brochymena quadripustulata är en insektsart som först beskrevs av Fabricius 1775.  Brochymena quadripustulata ingår i släktet Brochymena och familjen bärfisar. Inga underarter finns listade i Catalogue of Life.